# 大通智勝如来
大通智勝如来（だいつうちしょうにょらい）は、大乗仏教の信仰対象である如来の一尊。妙法蓮華経第三巻化城喩第七で説かれる如来である。
- 真言

①オン・アビラウンケンバザラダト・バン
②オン・マカ・ビジャニ・ヤジャニヤ・ノウビイブウ・ソワカ
③南無大通智勝仏

## 概要
この如来は古来如来形の大日如来と云われ印相は理拳印で種字はバンであり、法華経の本経儀軌に真言が説かれていない顕教の仏であるので真言はない。
上記②に示す真言は、尊名をサンスクリットで直訳し整えたものであり、真言を唱え巡る四国八十八箇所霊場の一尊として必要から現代において作られたものである。③は無難なものとして唱えられてきた。当如来は金剛界大日如来と同体異形で①の真言が唱えるとして最もふさわしい真言として同霊場第55番札所南光坊では使用することを奨めている。
大通智勝如来には出家する前は王子で、さらに16人の息子（王子）がいた。その16人目の息子が釈迦如来の過去世の姿と言われている。

## 三島信仰
大通智勝如来は、14世紀前半に成立した『渓嵐拾葉集』や『予章記』（14世紀末か）では、大三島の大山祇神社（三嶋大明神）の本地仏とされる。ただし、系列下にある三島神社やその他の大山祇神社ですら採用例は限定的で、同じ神を祀る神社でも、松山市の高縄神社の本地仏は千手観音、西予市の大蔵山三島神社は阿弥陀如来、新居浜市の一宮神社の本地仏が十一面観音と、伊予国内ですら統一されなかった。大三島においても時代によっては本地が薬師如来とされる場合があった。大山祇神社の神宮寺、東円坊の本尊には、三島宮御本地薬師如来の銘がある。
伊予国外では、伊豆三島神社（三嶋大社）の本地仏として、『渓嵐拾葉集』とほぼ同時期に成立した『平家打聞』を始め、中世までのいくつかの文献（他に真名本『曾我物語』等数点ある）で言及が見られる。
仏像の作例が少なく日本では以下の3例ほか数例が今治周辺の寺院にあるのみである。
- 愛媛県今治市別宮町にある四国八十八箇所第55番札所別宮山金剛院光明寺南光坊に本尊として祀られている。もとは大山積明神の本地仏として別宮の本殿に奉安してあったが明治初年の神仏分離で当寺に移され昭和20年の今治空襲で本堂と共に焼失し、その後、本堂と共に再建された。
- 大三島の大山祇神社の元別当寺の東円坊にある木造金剛界大日如来坐像（鎌倉時代の作・町指定有形文化財）は、智拳印が通常の金剛界大日如来とは左右逆になっていることから古仏としては唯一存在している大通智勝如来と言われている。
- 大三島の向雲寺の大通庵の本尊で両脇の十六王子と共に祀られている。南北朝時代の作とみられていて横殿社の横殿大明神本地堂に祀られていたもので、特徴として手を衣の下に納められている。